# گورستان بتاگدن
قبرستان بتاگدن مربوط به سده‌های متاخر دوران‌های تاریخی پس از اسلام است و در شهرستان سرباز، بخش مرکزی، دهستان مورتان، ۵ کیلومتری شمال شرقی روستای پشامگ واقع شده و این اثر در تاریخ ۲۷ اسفند ۱۳۸۷ با شمارهٔ ثبت ۲۶۲۱۱ به‌عنوان یکی از آثار ملی ایران به ثبت رسیده است.